# Dynamische Psychiatrie
Unter dynamischer Psychiatrie wird eine Arbeitsrichtung verstanden, die sich vor allem mit dem Kräftespiel und der Verteilung von Energien als Hintergrund vieler psychischer Erscheinungen, aber auch von psychischer Krankheit befasst. Oft wird damit eine psychoanalytisch ausgerichtete Psychiatrie verstanden, die zwar von Henri Ey gefordert, aber bisher wegen vielfältiger Widerstände eher nicht verwirklicht wurde. Sie umfasst nicht nur geschichtlich weiter zurückliegende Entwicklungen wie die der Schule von Montpellier, sondern auch die Psychobiologie von Adolf Meyer.